# Lufeng, Shanwei
Lufeng, även känd som Lukfung, är en stad på häradsnivå i Shanweis stad på prefekturnivå i provinsen Guangdong i sydöstra Kina. Den ligger omkring 250 kilometer öster om provinshuvudstaden Guangzhou.
Lufeng var tillsammans med grannorten Haifeng skådeplats för den första kinesiska sovjeten, Hailufeng-sovjeten, som grundades av kommunisterna Peng Pai och Ye Ting i november 1927 i efterdyningarna av Nanchangupproret samma år. Sovjeten fick sitt namn av en sammanslagning de två orter som den kontrollerade under sin korta existens.
I december 2011 bröt protester ut i byn Wukan, som ingår i Lufeng mot korrupta fastighetsaffärer.

## Administrativ indelning
Lufeng är indelat i tre stadsdelsdistrikt,  17 köpingar och nio administrativa enheter på sockennivå.
Stadsdelsdistrikt (jiedao):

- Chengdong (城东街道)
- Donghai (东海街道)
- Hexi (河西街道)

Köpingar (zhen):

- Bawan (八万镇)
- Beiyang (陂洋镇)
- Bomei (博美镇)
- Da'an (大安镇)
- Hedong (河东镇)
- Hudong (湖东镇)
- Jiadong (甲东镇)
- Jiaxi (甲西镇)
- Jiazi (甲子镇)
- Jieshi (碣石镇)
- Jinxiang (金厢镇)
- Nantang (南塘镇)
- Neihu (内湖镇)
- Qiaochong (桥冲镇)
- Shangying (上英镇)
- Tanxi (潭西镇)
- Xinan (西南镇)

Administrativa enheter på sockennivå:

- Chumuguo Linchang skogsbruk (畜牧果林场)
- Da'an Nongchang jordbruk (大安农场)
- Donghai'an Linchang skogsbruk (东海岸林场)
- Hongling Linchang skogsbruk (红岭林场)
- Huaqiao Guanli Qu statlig gård (华侨管理区)
- Hudong Linchang skogsbruk (湖东林场)
- Luojingzhang Linchang skogsbruk (罗经嶂林场)
- Tongluohu Nongchang jordbruk (铜锣湖农场)
- Xingdu Jingji Kaifa Shiyan Qu experimentell zon för ekonomisk utveckling (星都经济开发试验区)